# Leptoppia procera
Leptoppia procera är en kvalsterart som beskrevs av Sandór Mahunka 1997. Leptoppia procera ingår i släktet Leptoppia och familjen Oppiidae. Inga underarter finns listade i Catalogue of Life.